# 304-й зал Лувра
304-й зал Лувра (до 2018 года — 10-й зал коллекции Древнего Востока) посвящён истории древних государств, находившихся на территории современного Ирана.

## История зала

### После революции
В 1792 году нынешний 304-й зал Лувра был отдан под жилое помещение художнику Жан-Франсуа-Пьеру Пейрону. Зал был разделён перегородками на 4 комнаты с окнами, 3 комнаты без окон и антресоль. К апартаментам прилагался огород в саду Лувра — большая роскошь по революционным временам.
В ночь с 5 на 6 июля 1800 года было совершено покушение на ограбление комнаты Пейрона. Прибывшая по вызову жены художника полиция обнаружила следы попытки взлома окон. Полиция пришла к выводу, что грабители пытались попасть в музей, но не имея точного плана помещений, попытались проникнуть в комнаты Пейрона. Выводы полиции заставили архитектора Лувра Жан-Арно Реймона укрепить окна дворца железной решёткой.
В 1802 году Наполеон, стремясь как можно больше освободить Лувр, выселил Реймона из дворца, выплатив ему денежную компенсацию.

## Выставленные экспонаты

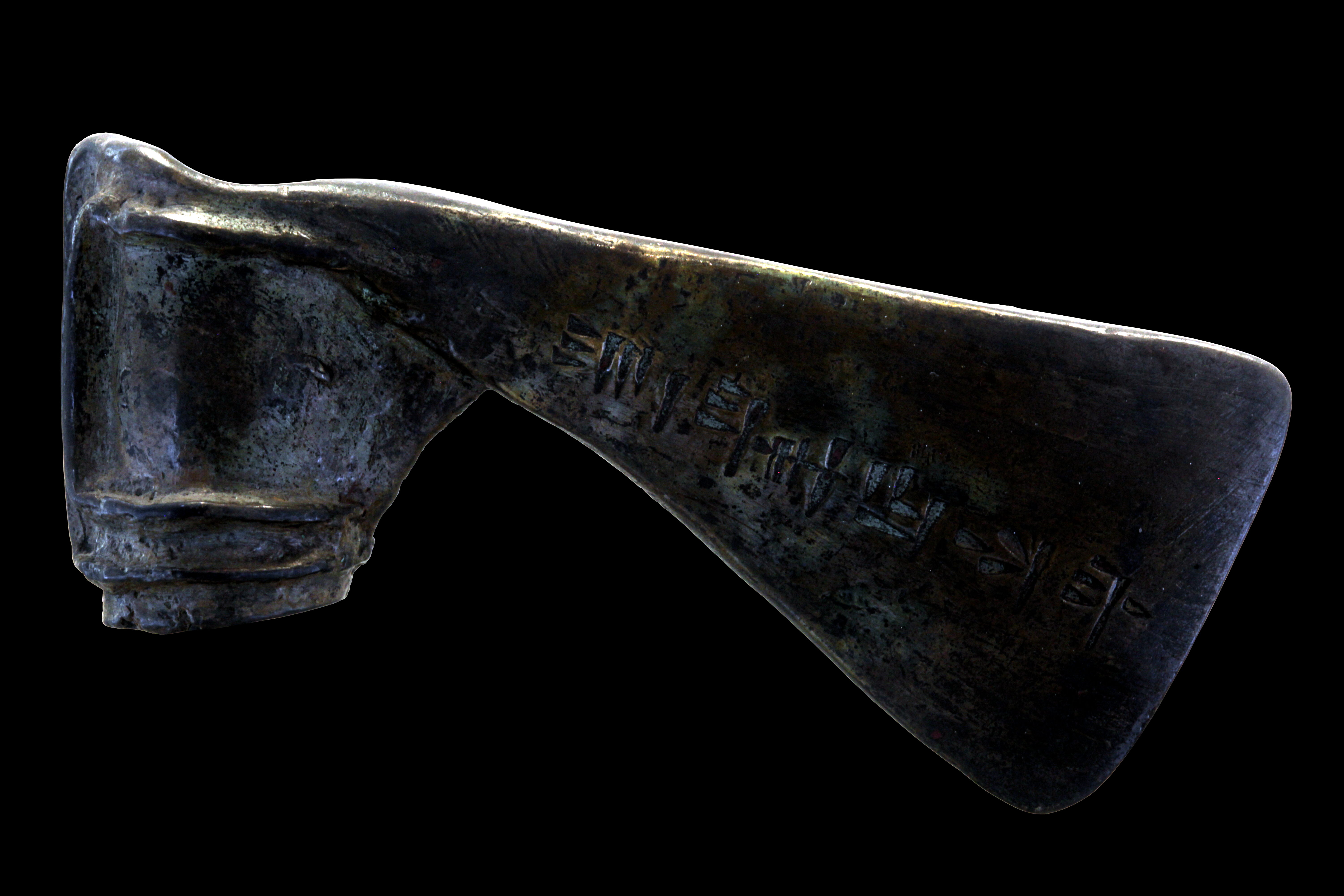
Топор, подписанный именем Унташ-Напириша
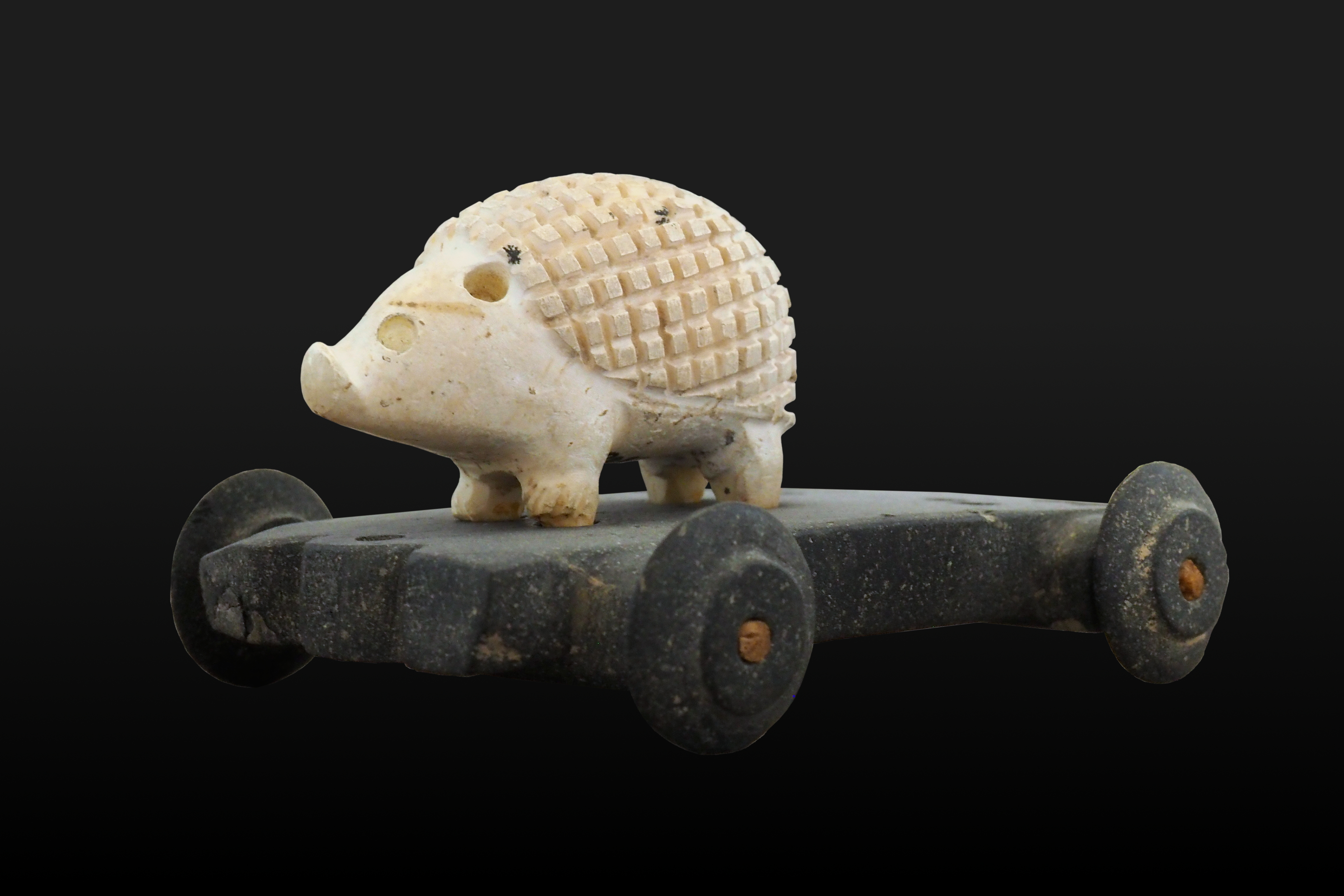
Ёжик на колёсиках, найденный на раскопках храма Иншушинак
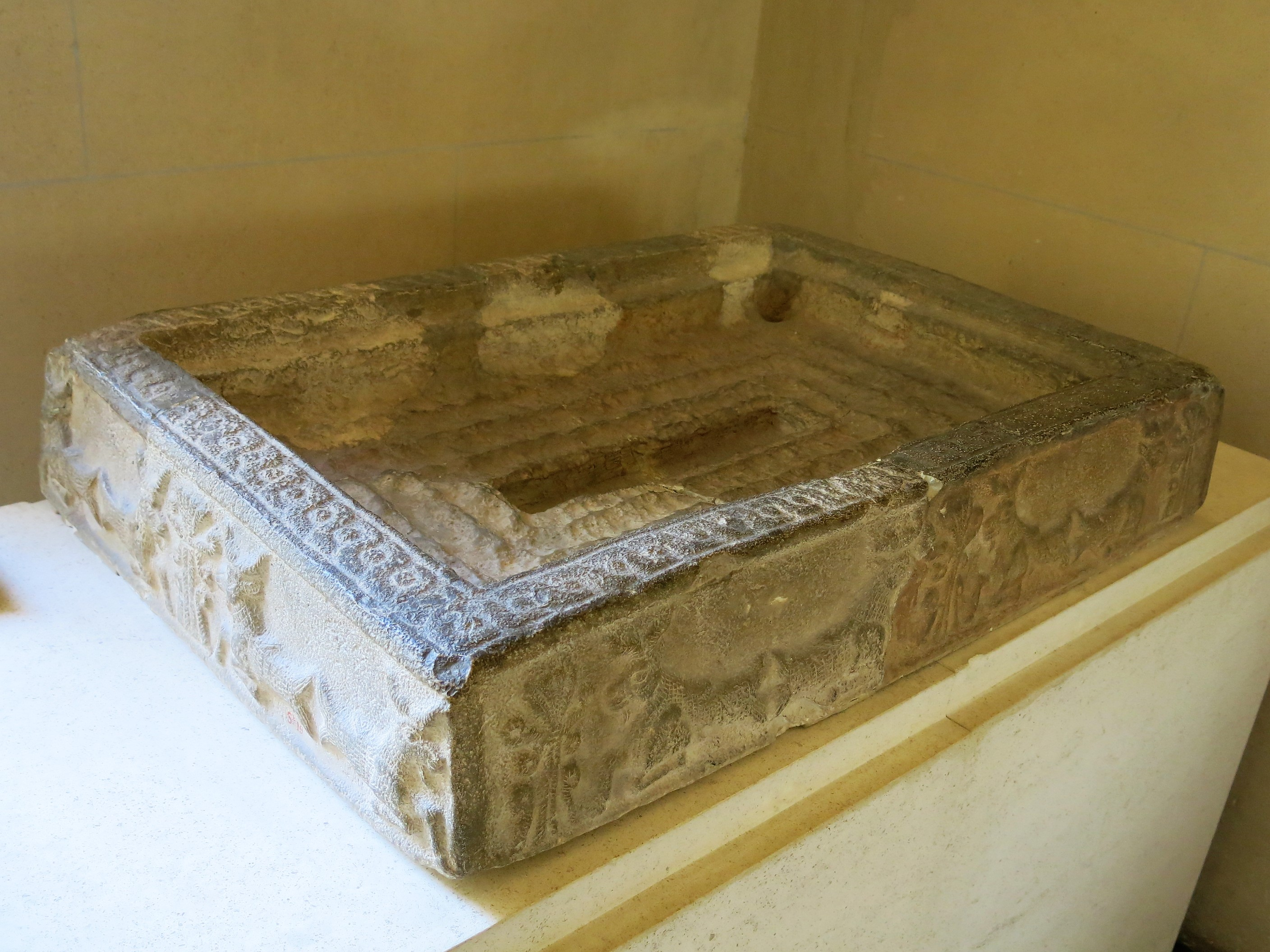
Ёмкость для культовых омовений, украшенная химерами: полу-рыбами полу-козлами
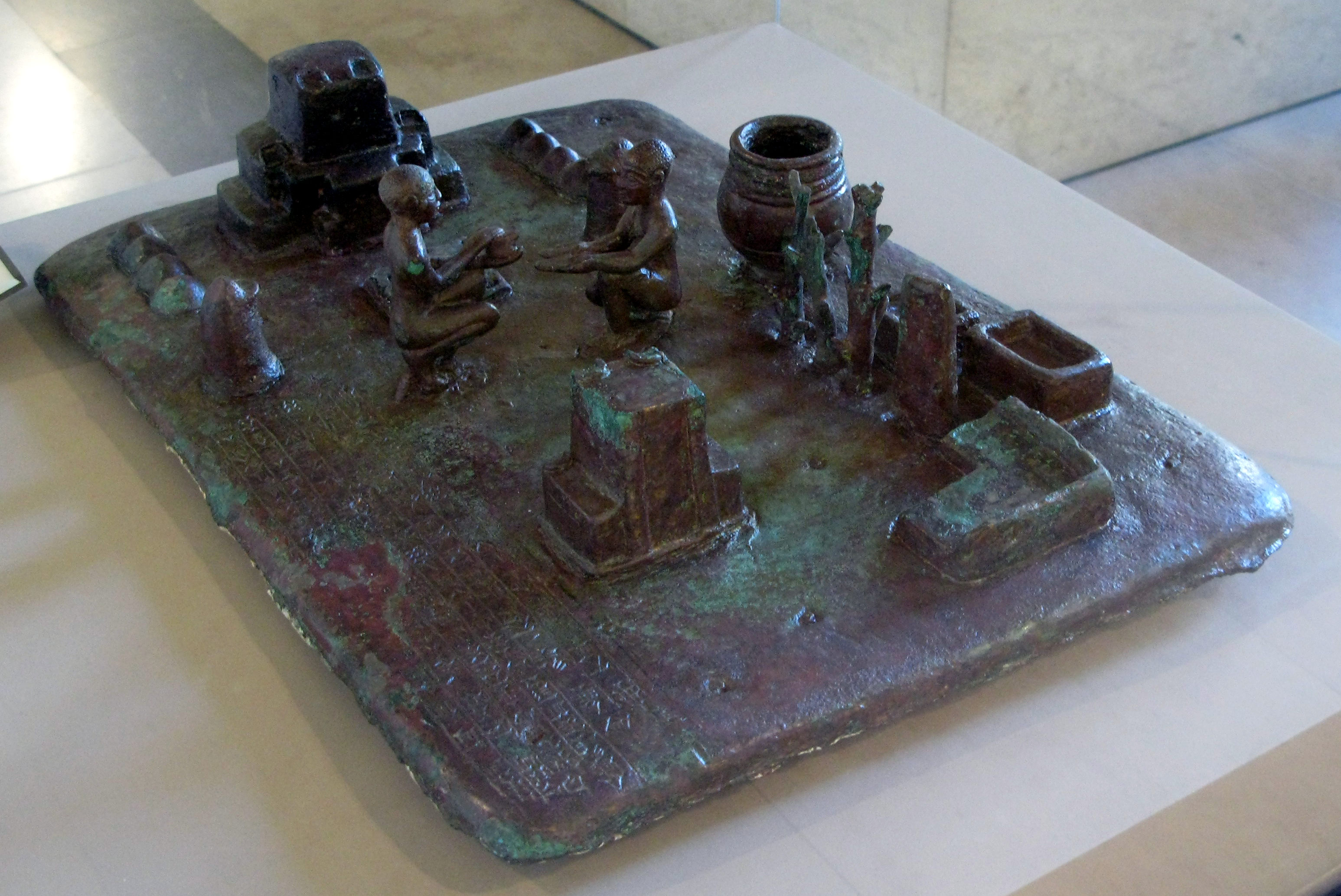
Бронзовый макет храма со сценой культа